# Henry Wolf (Fotograf)
Henry Wolf (geboren 23. Mai 1925 in Wien; gestorben 14. Februar 2005 in New York City) war ein US-amerikanischer Fotograf und Grafikdesigner.

## Leben
Henry Wolf war ein Sohn des Stephen Wolf und der Lila Rona. Er besuchte eine Realschule in Wien und floh nach dem Anschluss Österreichs 1938 mit den Eltern und seiner Schwester nach Frankreich, 1941 gelang ihnen die Flucht nach Französisch-Marokko und von dort in die USA. Von 1943 bis 1946 diente er als Sergeant in der US-Army.  
Wolf arbeitete als Art Director für die Magazine Esquire, Harper’s Bazaar und Show. Durch Layout, Typographie und Titelbilder beeinflusste er das Zeitschriftendesign der 1950er und 1960er Jahre. Im Jahr 1971 gründete er sein eigenes Fotostudio. 1976 wurde er vom American Institute of Graphic Arts ausgezeichnet, 1980 wurde er in die Art Directors Club Hall of Fame aufgenommen.